# Simon the Sorcerer II: The Lion, the Wizard and the Wardrobe
Simon the Sorcerer II: The Lion, the Wizard and the Wardrobe est un jeu vidéo d'aventure en pointer-et-cliquer développé et édité par Adventure Soft, sorti en 1995 sur DOS, Windows, Mac et Amiga. Bien plus tard, le jeu est porté sur iOS en 2009 et Android en 2014.
Le sous-titre du jeu fait référence au premier roman du Monde de Narnia, The Lion, the Witch and the Wardrobe.

## Accueil
- Adventure Gamers : 4/5[1]